# Nen (rijeka)
Nen (kineski: Nen Jiang)  je rijeka na sjeveroistoku Kine duga 1170 km, najveća pritoka rijeke Sungari koja se kasnije ulijeva u Amur.

## Zemljopisne karakteristike
Nen izvire u provinciji Heilongjiang (Unutrašnja Mongolija) u kraju u kom se spajaju masivi Veliki (Da Hinggan) i Mali Hingan (Xiao Hinggan). Od tamo teče prema jugu kroz brdovit kraj, nakon čega izbija na Sjeveroistočnu kinesku visoravan. Dalje teče prema jugu, sve do grada Da'an u provinciji Jilin gdje ima ušće u rijeku Sungari. 

U gornjem dijelu svog toka prima brojne pritoke s istočnih padina Velikog Hingana i zapadnih obronaka Malog Hingana. Iako je zaleđena puna četiri mjeseca zimi, a ljeti zna često plaviti, osobito oko ušća u Sungari, rijeka Nen je važni plovni put za manje brodove sve do grada Ćićihar, a čamcima i dalje na sjever. Ipak današnje prometno značenje rijeke je vrlo malo u odnosu na 19. st. kada su brodovi po Nenu bili jedino sredstvo za prijevoz ljudi i robe.
Nen ima sliv velik oko 244 000 km², koji se prostire preko kineskih provincija Heilongjiang i Jilini velikog dijela Sjeveroistočne kineske visoravni. 
U svom donjem toku, preko široke, ravne Sjeveroistočne kineske visoravni protok Nena se vrlo usporava i rijeka počinje meandrirati. Nen često plavi u proljeća kad se tope snijegovi, ali i tijekom ljeta. Korito rijeke u donjem toku često je poplavljeno, s puno močvara i bara punih boćate vode.

## Vanjske poveznice
|  | Zajednički poslužitelj ima još gradiva o temi Nen (rijeka) |

- Nen River na portalu Encyclopædia Britannica (engl.)